# David Douglas
Pour les articles homonymes, voir Douglas.
David Douglas, né le 25 juin 1799 à Scone dans le Perthshire en Écosse et mort le 12 juillet 1834 près de Laupahoehoe dans l'archipel hawaïen, est un botaniste écossais.

## Biographie
Il est le deuxième des six enfants de John Douglas, maçon, et de Jean née Drummond. Il entre à onze ans comme jardinier au Palais de Scone. De 1817 à 1820, il est aide-jardinier auprès de Sir Robert Preston (1740-1834), baron de Valleyfield. Il découvre auprès de lui la botanique et se forme en lisant tout ce qu’il peut trouver sur le sujet dans la bibliothèque du baron.
De 1820 à 1823, il est jardinier au jardin botanique de Glasgow sous William Jackson Hooker. Recommandé par Hooker, il est envoyé, en 1823, par Joseph Sabine récolter des végétaux pour le compte de la Royal Horticultural Society dans l’est des États-Unis et du Canada. Il revient en 1824. Compte tenu du succès remporté par son entreprise, il y retourne l’année suivante, outre les plantes pour la Société d’horticulture, il voyage pour le compte de la Compagnie de la Baie d'Hudson. Il explore la région du fleuve Columbia. Il y herborise durant plus d’un an et demi. Il rencontre John Richardson et Thomas Drummond, qui participent à l’expédition arctique de 1825 à 1827 dirigée par Sir John Franklin. Ils herborisent à travers le Canada jusqu’à la région de Winnipeg où ils se séparent.
Douglas retourne au Canada en 1830 mais les guerres indiennes l’incitent à changer de région et il passe les trois années suivantes à herboriser en Californie et à Hawaï. Il revient brièvement en 1832 dans la région du fleuve Fraser avant de repartir à Hawaï où il meurt attaqué par un taureau.

## Postérité
Le journal, inédit jusqu'alors, de David Douglas a été publié 80 ans après sa mort par la Royal Horticultural Society à Londres sous le titre Journal kept by David Douglas during his travels in North America 1823–1827, avec une liste des 33 espèces de chênes américains, 33 espèces de Pins et autres espèces introduites en Angleterre par Douglas et le récit de sa mort en 1834.
On estime que Douglas a découvert environ 7 000 plantes sur les 92 000 alors connues. Pseudotsuga menziesii ou Sapin de Douglas lui doit son nom.
Le huitième épisode de la onzième saison de la série télévisée américaine Les Aventuriers du Far West, intitulé « The Grass Man » et diffusé en 1962, relate ses expéditions en Amérique du Nord ; le rôle de David Douglas y est interprété par l'acteur américain Alvy Moore.